# Partido judicial de Almazán
El partido judicial de Almazán es uno de los cinco partidos judiciales tradicionales, que al reducirse a tres coincide con varias comarcas de la provincia de Soria, en la comunidad autónoma española de Castilla y León.Es el partido judicial n.º1 de la provincia de Soria.

## Demarcación y planta

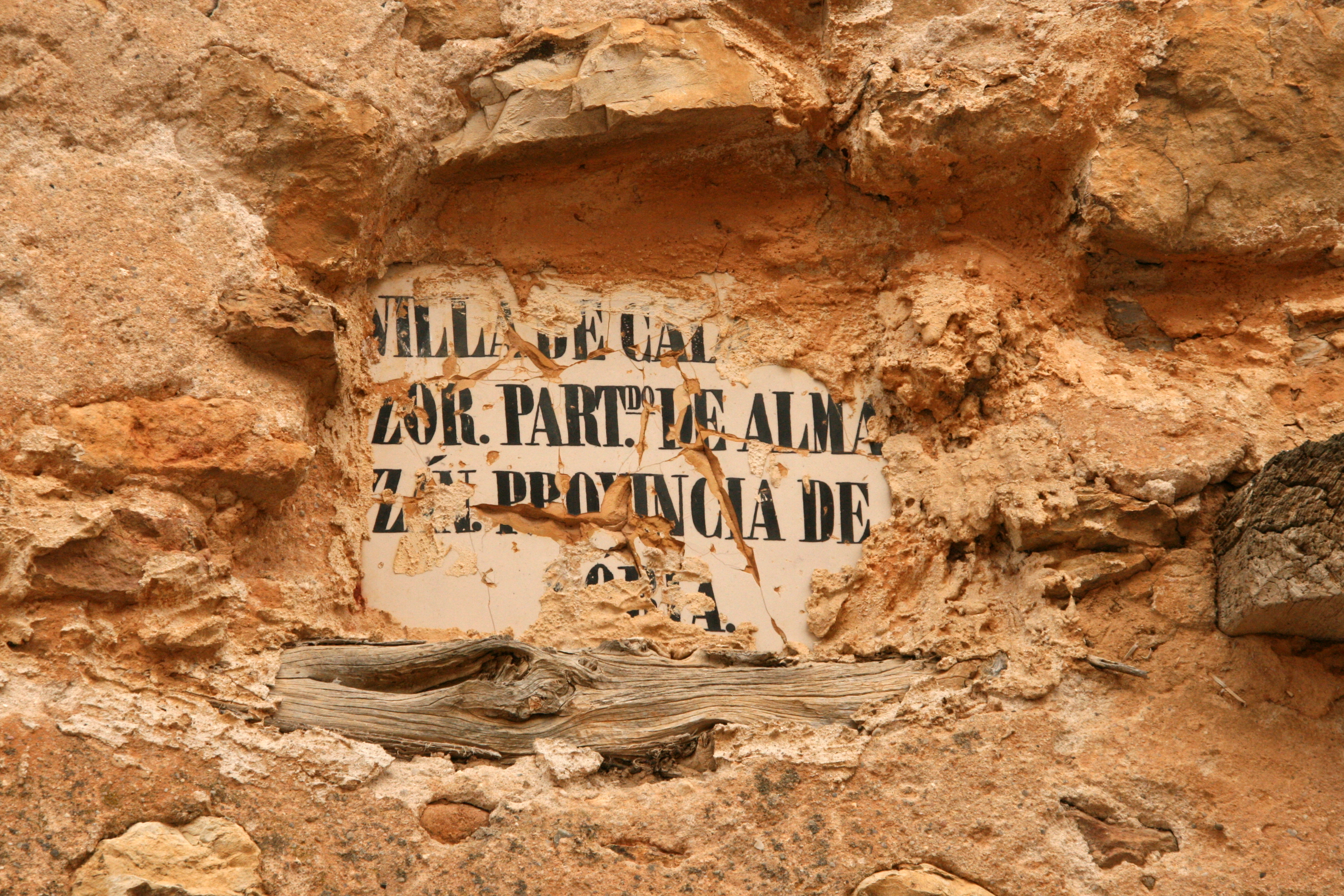
Antigua placa que hace referencia al partido judicial: «villa de calatañazor. partido.do de almazán. provincia de soria.»

Es el partido judicial n.º 1  de la provincia de Soria, y está formado por los siguientes 47 municipios:

## Comarca de Almazán
Comprende casi la totalidad de la comarca de Almazán, son los siguientes municipios:
- Adradas
- Alentisque
- Almazán
- Alpanseque
- Baraona
- Barca
- Borjabad
- Coscurita
- Escobosa de Almazán
- Frechilla de Almazán
- Maján
- Matamala de Almazán
- Momblona
- Morón de Almazán
- Nepas
- Nolay
- Soliedra
- Taroda
- Velamazán
- Velilla de los Ajos
- Viana de Duero
- Villasayas

## Comarca de Arcos de Jalón
Incluye la totalidad de la comarca Tierra de Medinaceli, también conocida como comarca de Arcos de Jalón, son los siguientes municipios:
- Alcubilla de las Peñas
- Almaluez
- Arcos de Jalón
- Medinaceli
- Miño de Medinaceli
- Santa María de Huerta
- Yelo

## Comarca de Berlanga
Comprende la totalidad de la comarca de Berlanga, son los siguientes municipios:
- Arenillas
- Barcones
- Bayubas de Abajo
- Bayubas de Arriba
- Berlanga de Duero
- Caltojar
- Centenera de Andaluz
- Fuentepinilla
- La Riba de Escalote
- Rello
- Tajueco
- Valderrodilla

## Comarca de Las Vicarías
Incluye la totalidad de la comarca de Las Vicarías, concretamente los siguientes municipios:
- Cañamaque
- Fuentelmonge
- Monteagudo de las Vicarías
- Serón de Nágima
- Torlengua

## Comarca del Burgo de Osma
Comprende un solo municipio de las Tierras del Burgo:
- Rioseco de Soria